# 1985 RC4
1985 RC4 är en asteroid i huvudbältet som upptäcktes den 10 september 1985 av den belgiske astronomen Henri Debehogne vid La Silla-observatoriet.
Den har den diameter på ungefär 9 kilometer och den tillhör asteroidgruppen Koronis.